# Teredorus prominemarginis
Teredorus prominemarginis är en insektsart som beskrevs av Zheng, Z. och G. Jiang 1993. Teredorus prominemarginis ingår i släktet Teredorus och familjen torngräshoppor. Inga underarter finns listade i Catalogue of Life.